# 点火装置
点火装置（てんかそうち、英: Ignition system）は燃料に点火するための装置の総称である。火花点火内燃機関では混合気が充填された燃焼室内に放電することで点火し、石油ストーブでは灯油を電熱線で熱して点火するなど、燃料を用いる多くの装置に用いられる。

## 火花点火内燃機関
内燃機関の点火装置は、最初期はグローエンジンの焼玉などに代表される加熱管を直火で熱する方法がとられていたが、19世紀末に電気火花を用いた方式が開発されるとほぼすべてのガソリンエンジンで用いられるようになり、火花点火内燃機関と分類されるようになった。

### 種類

#### マグネトー式点火装置
マグネトー式点火装置は磁石とコイルによる電磁誘導によって電気を発生する方式である。

#### 切り替え式点火装置
マグネトーにより発生する点火電圧はエンジンの回転数に依存するため、初期のマグネトーにおいては始動時などの極低回転時には点火電圧が不足しがちになる問題点があった。そのため、1908年登場のフォード・モデルTなどの黎明期の自動車や航空機においては、マグネトーと同時にクランキング時の点火電圧供給専用の非充電式乾電池を搭載する切り換え式点火装置を採用するものが存在した。
このような点火装置を持つエンジンは、クランク棒による手動クランキングの際には乾電池からの電力を使用して始動を行い、始動及び暖機が完了した後は手動スイッチで点火電圧供給をマグネトーに切り換えて運転を開始することになる。マグネトーの信頼性向上や後述のバッテリー式点火装置の出現により、現在ではほぼ廃れた点火装置である。

#### バッテリー式点火装置
スターターモーター（セルフスターター）などの消費電力の大きな電気機器を搭載する近代的な自動車においては、大容量のカーバッテリーが搭載されるため、マグネトーに代わってバッテリー式点火装置が用いられるようになった。これは発電力の大きなダイナモやオルタネータから発電される電気を一旦バッテリーに蓄え、バッテリーからの電力を、各気筒に配電する装置であるディストリビューターに内蔵されたコンタクトブレーカーに入力し、点火コイルを用いて電圧増幅を行い点火を行うもので、ディストリビューターを始めとする基本的なシステムはアメリカ人技術者のチャールズ・ケタリングによって発明され、彼が興した会社であるデルコ・エレクトロニクスの生産で1910年型キャデラックに初めて搭載された。
ケタリングの発明したバッテリー式点火装置はスターターモーターの搭載を前提として開発されたもので、原理的にはマグネトー式点火装置を踏襲している面があったのだが、当時のクランク棒による手作業の始動は、場合によってはクランク棒の逆回転で死に至る重症を負う事故が発生する重作業であったため、この危険な作業から解放されるという意味で極めて画期的な発明であった。バッテリー式点火装置と実用的なセルフスターターの登場により自動車は中高年などの腕力が弱い方々でも容易に運用出来る乗り物となり、その後も鉛蓄電池や発電機の進歩によって普及が進んでいき、現在でも人力では始動が困難な大型エンジンの点火装置の主流であり続けている。
なお、小排気量オートバイにおいては、同じ系列のエンジンでも前述のマグネトー式とバッテリー式点火装置が使い分けられることがある。これはスターターモーターを搭載する（セルフスターター）か否かで車種内格差をつけたり車種を越えてエンジンを共有する結果で、セルフスターターは大容量バッテリーを必要とし、余力ある大容量バッテリーはバッテリー式点火装置の採用を容易にした。また、セルフスターター仕様の車体は大容量バッテリー搭載に伴い、キックスターターのみを始動機構とするマグネトー点火式の車体よりも高い電圧の電装系を持っており、このことはコンタクトブレーカーに高い電圧を加えることができることを意味する。キックスターター/セルフスターター併用搭載の車体では、（スターターモーターに比べ低速な）キックによるクランキングでも充分な点火火花が得られるため安定したエンジン始動が行え、これはマグネトー点火式キックスターターよりも軽いキックで始動できることに繋がる。また、セルフスターターではエンジン始動できないほどバッテリーが上がっても（放電して電圧が下がっても）バッテリー式点火装置は充分作動するため、この点からもキック始動性能が高いといえる反面、バッテリーが完全に上がっていると始動が全く行えなくなる欠点がある。

#### 機械制御式点火装置

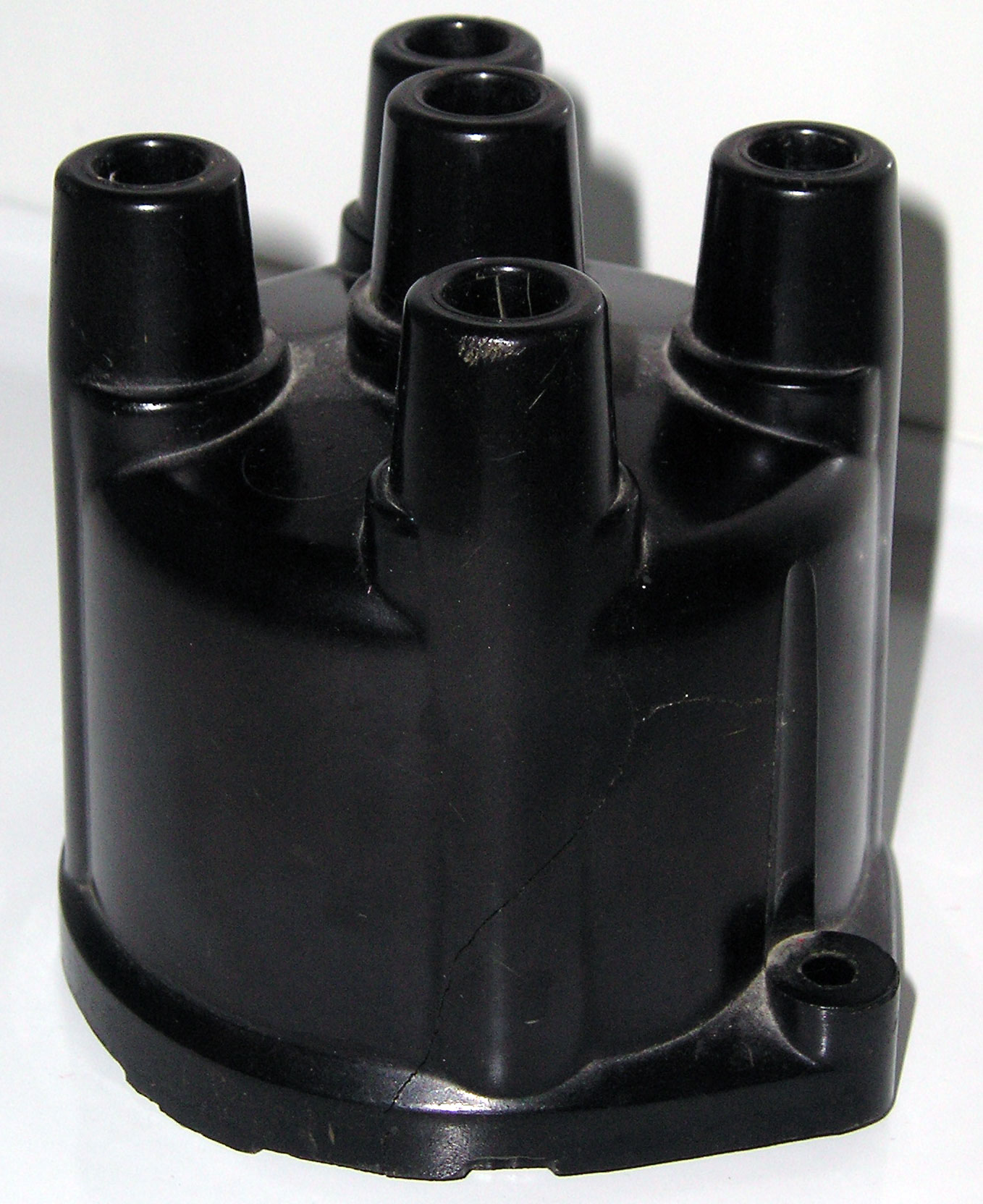
ディストリビューターキャップ

ほとんどの4ストローク機関はチャールズ・ケタリングの基本デザインに倣い、機械的に点火時期を判断して点火順序に従って各気筒への点火を行う点火装置を備えている。
このような機械制御式点火装置の中心を成すのはディストリビューターである。電圧供給源はカーバッテリーであり、カーバッテリーにはエンジンの動力をベルトドライブにより受け取って駆動するダイナモやオルタネータによって電力が充電される。ディストリビューターはカムシャフトからエンジンの駆動力を受け取り、内部のシャフトに取り付けられたコンタクトブレーカーを断続させることで、点火コイルに掛かっているバッテリー電圧を増幅させ、点火に必要な高電圧を発生させる。そして、点火コイルの高電圧はディストリビューター内部のローターの接点により、ディストリビューターキャップからプラグコードを経て点火プラグへ配電される。(下図参照)
点火コイルの内部には一次コイルと二次コイルの二系統のコイルが内蔵されており、バッテリーからの電力は一次コイル側にのみ接続される。ディストリビューターのコンタクトブレーカーで一次コイルの電力が高速で断続されることで、一次コイルより巻数の多い二次コイル側に電磁誘導によって高電圧が形成される。二次コイル側にはプラグコードが接続され、ディストリビューターに点火電圧が送られていく。

機械制御式点火装置の回路図

同時に、一次コイル側にはコンデンサ（キャパシタ）が接続される。このコンデンサはコンタクトブレーカーの接点のスパークを抑制しコンタクトプレーカーのポイントの摩耗を防ぐ目的があるが、一次コイルとこのコンデンサによってLC回路を形成して、二次コイルの電磁誘導に適した共振周波数を発生させる目的も持っている。
二次コイルから送り出された高電圧はディストリビューターキャップを通ってディストリビューター内部に入り、内部のシャフトに取り付けられたタイミングローターによってディストリビューターキャップに設けられた各気筒分配用の接点に点火順序に従って配電を行い、燃焼室への点火が行われる。
これが機械制御式点火装置の基本メカニズムであるが、8気筒以上のシリンダーを持つ高性能エンジンによっては下記のような機能拡張を用いて点火性能のロスを最小限に留めていた。:
- 電気的に独立した2系統の点火装置を用いる構成 - 通常、1セットの機械制御式点火装置は4気筒若しくは多くても6気筒のエンジンの制御に用いられる。V型8気筒やV型12気筒など、片方のシリンダーバンクに4気筒以上のシリンダーを有するエンジンの場合には、バンクの片側ずつに別々の点火コイル、コンタクトブレーカー、コンデンサーが接続され、電気的に独立した2系統の点火装置によってバンク毎に点火装置の制御が行われていた。なお、このような2系統の点火装置を持つエンジンのディストリビューターは、小型化のためにコンタクトブレーカーとコンデンサーが2系統分一体となったものが使用されている。

- ディストリビューター内に2つ以上のコンタクトブレーカーを持つ構成 - ランボルギーニのV型12気筒などで用いられた手法で、点火コイルは左右バンク分2つを用いるが、ディストリビューターは左右バンクで共有することとなる。コンタクトブレーカーは同時点火を行う3気筒に1つずつ用意され、ディストリビューターには4つのコンタクトブレーカーが内蔵されている。

ポイント式ディストリビューターを用いる機械制御式点火装置は、原理的にはマグネトーを用いた点火装置と変わらないが、このような方式は点火順序設定の自由度が高く、ディストリビューターの取り付け角度を変更することで容易に点火時期の変更が可能という利点が存在する。後年にはインテークマニホールド負圧を用いたダイアフラムによる点火時期制御や、ガバナーを用いた回転数による点火時期制御も行われるようになった。
しかし、コンタクトブレーカーのポイント部分の摩耗が激しく、定期的な隙間調整やブレーカー本体の交換が必須となる仕様でもあったため、1970年代後半からは後述の電気制御式点火装置に順次置き換えられていくことになった。

#### 電子制御式点火装置
機械制御式点火装置にはコンタクトブレーカーの摩耗による電気エネルギーのロスという問題が常につきまとうものであった。コンタクトブレーカーの定期的な隙間調整やブレーカー交換はドライバーに機械的な整備知識や交換費用の負担を強い、加えて点火電圧も機械的な接点の状態に依存しており、特に低い回転数での電圧ロスが燃費や排ガス規制への対応の大きな障害ともなった。6気筒を超える多気筒エンジンが用いられる高性能車においては、機械制御式点火装置の機構的な改良にも限界があったため、1970年代には様々な方式の電子制御式点火装置が用いられるようになった。

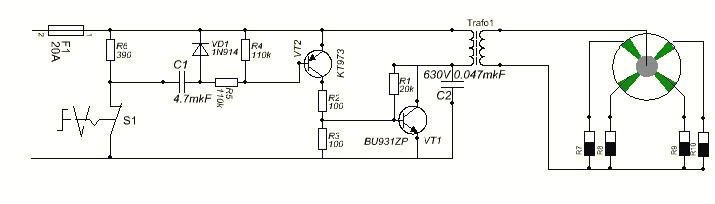
基礎的な電気制御式点火装置の回路図

まず最初に登場したシステムはディストリビューターのコンタクトブレーカーを電気式スイッチで代用するセミ・トランジスタ式ディストリビューターであった。このシステムは比較的容易に従来のポイント式ディストリビューターを更新することが出来るために、1970年代の中期から後半に掛けて多用されたが、ディストリビューター可動部分の摩耗に対する定期的な点検は依然必要な仕様であった。
その後、ディストリビューター内部の機械的接点を完全に排したフル・トランジスタ式ディストリビューターが登場する。これはカムシャフトの角度をディストリビューター内部のホール素子を用いた磁気センサが検出し、電気的な断続機能はディストリビューター外部のイグナイター(サイリスタ)によって行わせるシステムで、これによりディストリビューターはタイミングローターとディストリビューターキャップの接点のメンテナンスを除いてほぼメンテナンスフリーとなり、機械的・電気的な信頼性が一挙に向上することとなった。また、ポイントの摩耗をあまり考慮しなくても良くなったため、このようなフル・セミトランジスタ式ディストリビューターには大容量の点火コイルが組み合わされるようになり、燃焼効率の増大によって排ガス規制にも有効な対策が講じられるようにもなった。このようなシステムは1980年代後半から90年代初頭に掛けてダイレクトイグニッションが登場するまで、近年まで幅広い車種に搭載され続けていた。
アメリカにおいては、電子制御式点火装置は1948年に冷陰極管方式のものをデルコ-レミー・エレクトリックがテストを行ったのが最初のものとされる。一方、ルーカス・インダストリーズは1955年に初めてのトランジスタ式点火装置を開発、BRMとコヴェントリー・クライマックスが製作したF1に搭載され1962年のF1世界選手権に投入される。同年、アフターマーケットパーツとしてAutoLite社がTransistor 201、en:Tung-Sol社がEI-4という商品名で電子制御式点火装置を市場投入した。そして、ポンティアックは自社の乗用車に電子制御式点火装置をオプション設定した最初のブランドであり、この点火装置はDelcotronicとして、1963年の二代目シボレー・コルベットから全面採用されるようになった。フォードはルーカスのシステムを採用し、1962年のロータス・25に初採用、インディアナポリス500出場車にも1964年モデルでテストが行われ、翌1965年から本格的に搭載されるようになった。クライスラーでは1958年よりen:Earl W. Meyerの設計の元で電子制御式点火装置が採用され始め、1961年にはNASCAR参戦車両のクライスラー・ヘミエンジンにも搭載されるようになった。
1965年、en:Prest-O-Lite社はCD-65の商品名で、現在のCDI式点火装置の原型となるキャパシタを用いた電子制御式点火装置を開発、それまで前例のない「50,000マイル保証」を謳ってアフターパーツ市場に販売を開始した。アメリカン・モーターズは1972年発売モデルよりPrest-O-Liteが旧来より販売していた非CD型点火装置をオプション導入し、1975年からは全面搭載するようになった。Prest-O-Liteと同様のCDI点火装置はデルコからも1966年に商品化され、オールズモビルやポンティアックなどのゼネラルモーターズ車に1967年からオプションとして導入が始まった。同年にはモトローラからもbreakerless CDシステムが発売された。
こうした電子制御式点火装置を自社の全ての車種に全面導入したメーカーはイタリアのフィアットで、1968年のことであった。次いでクライスラーが1971年、フォードが1973年、ゼネラルモーターズは1975年から全面的に導入された。
1980年代には電子制御式燃料噴射装置が一般的となり、自動車にはコンピューターであるECUが搭載されるようになった。当初は燃料噴射装置のみを制御し、電子制御式点火装置の制御は従来のダイヤフラムやガバナーを用いる例が多かったが、後年にはECUが燃料噴射装置と同時に電子制御式点火装置も制御するようになり、現在に至っている。

#### CDI式点火装置
CDI式点火装置は主にチェーンソーや刈払機、芝刈り機等の小型エンジンを用いる機器で多用される。CDIユニットにはマイクロプロセッサとコンデンサが内蔵され、マイクロプロセッサのセッティングによってコンデンサの放電周期を変更することが可能なため、そのエンジンのキャブレターセッティングや最大出力に見合った点火時期設定を行うことが可能である。小型軽量且つ安価に製造可能なため、オートバイにも多く用いられる。特に原動機付き自転車に用いられるCDIにはレブリミッター機能を有する物も多い。
オートバイでは1969年のカワサキ・マッハがCDI式点火装置の初採用例であり、その後は2ストローク車や、4ストローク車でも2008年の排気ガス規制実施までは小排気量車やオフロード用オートバイの多くがCDI式点火装置を導入していた。
自動車においては、1967年にPrest-O-Lite社は点火電圧増幅回路である"Black Box"システムを発表した。これは従来の機械制御式点火装置を改良するための一種の後付けCDIシステムで、ディストリビューター内部のコンタクトブレーカーを排してBlack Boxシステムに点火電圧増幅機能を担当させるというものであった。Black Boxが取り付けられた点火装置は増幅回路を除いては機械制御式点火装置と同じものであったが、可動部分が減ることで機械的・電気的な信頼性が向上することになった。このシステムは、ダッジやプリムスのストックカーレースやドラッグレースに参加するワークス仕様のen:Dodge Coronetやプリムス・ベルベディアで初めて用いられた。後にクライスラーも1971年の340_V8エンジンや426 Street Hemiエンジンを搭載する車種にBlack Boxシステムと同様のブレーカーレス点火装置をオプション設定、1972年には4バレルキャブレターを搭載する高性能な5.6L 340cu-inエンジンや7.0L 400cu-inエンジンなどに設定が拡大され、翌1973年からは全車標準装備となった。
このような後付けCDIシステムは日本でも永井電子や和光テクニカルが販売しており、旧来の機械制御式点火装置を高性能且つ高信頼に改良する方法として旧車のレストアではポピュラーな部品となっている。

#### ダイレクトイグニッション
ダイレクトイグニッションとは、近年の高度な排ガス・燃費対策が施されたエンジンに用いられる点火装置で、1個の点火コイルからディストリビューターで点火電圧を分配する方式と異なり、点火コイルが各点火プラグの直上に1個ずつ設けられており、プラグコードを使用しない構成である。点火時期の検出はカム角センサーが行い、点火順序や点火コイルへの点火指示はECUにて行われることが多い。
可動部分がほぼ皆無であり、長いプラグコードを使用しないために電圧ロスがほとんど無く、極めて信頼性と性能の高い点火システムが構築可能であるが、その反面点火プラグ周辺に点火コイルなどが集中するために、旧来の点火装置に比較してやや整備性に劣るという難点も存在する。そのため、近年の車両ではメンテナンスサイクルの長いプラチナ電極の点火プラグを純正採用するものも多い。
なお、オートバイなどでは点火時期の検出をクランク角センサーによって行う車種も多いが、この場合は排気上死点でも点火火花を発することになる。排気上死点での点火はエンジンの回転に何らの寄与もせず、点火プラグの寿命も縮めやすいため英語圏ではen:wasted sparkと呼ばれる。

### ECUによる点火時期制御
近年の車両に搭載されるECUは燃料噴射装置の制御だけではなく、ダイレクトイグニッションの点火時期や点火順序をも制御するものが多い。エンジンに取り付けられたカム角センサーやクランク角センサーで上死点を判断し、スロットル開度と燃料噴射量などを総合的に判断して、点火時期を細かく調整することでエンジンの性能をどのような回転数でも最大限発揮出来るようになっている。
なお、このような制御システムは1980年代初頭のアメリカ車でも、アナログコンピュータを使用したシステムがディストリビューターを用いた電子制御式点火装置に用いられていた。

## ガスタービンやジェットエンジンの点火装置
レシプロエンジンと異なり、ガスタービンは始動時にのみ点火システムが必要であり、その後は燃焼室の火炎に燃料を噴霧することで燃焼が持続する。一方で、安定的な燃焼を達成するためには、噴射される燃料と供給される空気量を適切な比率にコントロールしなければならない。また、航空機用ガスタービンでは空中でエンジンが停止した場合に、これを速やかに、かつ正確に再始動できなければならない。
ガスタービンを始動するためには、まずコンプレッサーやタービンを駆動させる必要がある。コンプレッサーの始動には電動モータや圧縮空気、油圧アクチュエータが用いられる。空気を用いるエア・タービンの場合には地上からの供給を受ける場合がある。またガスタービンを用いたAPUの場合にはこれを動力、電源として用いる。
機体からの電力供給によりコンデンサに電力が充電されると、パルスのスパークを放電させることで混合気に点火される。過去には燃焼室に爆薬カートリッジを置き、これで点火した場合もあった。